# Short Message Service Center
 (mars 2021).
Si vous disposez d'ouvrages ou d'articles de référence ou si vous connaissez des sites web de qualité traitant du thème abordé ici, merci de compléter l'article en donnant les références utiles à sa vérifiabilité et en les liant à la section « Notes et références ».
Un SMSC (sigle pour Short Message Service Center ou centre de messagerie SMS ou centre de messagerie texte) est un composant du réseau de téléphonie mobile permettant de gérer le transfert de messages SMS (textes ou binaires) entre téléphones mobiles.
En particulier, quand un abonné envoie un SMS vers un autre, le téléphone transmet en réalité le SMS vers le SMSC. Le SMSC stocke le message puis le transmet au destinataire lorsque celui-ci est présent sur le réseau (mobile allumé) : Le SMSC fonctionne sur le mode Store and Forward (Mode différé en français).
Le SMSC prend en charge la facturation qui doit éventuellement avoir lieu.
Il y a au moins un Short Message Service Centre (SMSC) par réseau GSM ou UMTS. En pratique il y en a très souvent plusieurs (SFR en a 2 par exemple).
Un SMSC joue également le rôle de « passerelle » entre le réseau IP et le réseau mobile. En  particulier, un serveur peut y accéder par connexion Internet TCP afin d'envoyer des SMS vers des numéros MSISDN de destination.
On parle dans ce cas d'application OTA (Over-The-Air).
Un ensemble de protocoles existent pour communiquer entre serveurs et SMSC en TCP/IP : les plus utilisés sont SMPP (Short Message Peer to Peer) et CMG EMI (il y a aussi Nokia CIMD, Sema, CMPP).